# Яру
Яру́ (індонез. Yaru) — один з 10 районів округу Західне Південно-Східне Малуку провінції Малуку у складі Індонезії. Розташований на острові Фордате. Адміністративний центр — село Ромеан.
Населення — 5038 осіб (2012; 4810 в 2010).

## Адміністративний поділ
До складу району входять 6 сіл:
| Населений пункт     | Населення, осіб (2010) |
| ------------------- | ---------------------- |
| Авеар, село         | 280                    |
| Адодо-Фордата, село | 895                    |
| Валеранг, село      | 756                    |
| Ромеан, село        | 1664                   |
| Румнгеур, село      | 303                    |
| Софьянін, село      | 912                    |